# Anne-Marie Imafidon
Anne-Marie Osawemwenze Ore-Ofe Imafidon, nascida em 24 de junho de 1990, é uma cientista da computação anglo-nigeriana. Fundadora e CEO da Stemettes, uma empresa social que promove mulheres em carreiras STEM. Anne era uma criança prodígio em computação, matemática e linguagem, tendo sido uma das pessoas mais jovens a passar em dois GCSEs em duas disciplinas diferentes enquanto estava na escola primária. Em junho de 2022, Anne foi anunciada como a nova presidente da British Science Association.

## Infância e educação
Imafidon nasceu e foi criada em Londres. Seus pais emigraram do estado de Edo, na Nigéria, para Londres. Anne é a mulher mais jovem a passar em computação de nível A.
Depois de receber uma bolsa de estudos britânica para a Universidade Johns Hopkins em Baltimore, Maryland, ela obteve seu mestrado na Universidade de Oxford. E foi uma das pessoas mais jovens a receber um mestrado em Ciência da Computação pela Universidade de Oxford com apenas 20 anos de idade. Depois de obter seu mestrado, ela trabalhou para muitas empresas, incluindo Goldman Sachs, Hewlett-Packard e Deutsche Bank.
Anne recebeu um MBE nas honras de ano novo de 2017 por serviços para mulheres jovens e setores STEM. Ela possui doutorado honorário da Open University, Glasgow Caledonian University, Kent University, Bristol University e Coventry University. Ela também é professora visitante na Universidade de Sunderland e faz parte do Conselho de Pesquisa da Inglaterra, além de membra honorária do Keble College, em Oxford.

## Stemettes e empreendedorismo
Imafidon é fundadora e CEO da Stemettes, uma iniciativa social dedicada a inspirar a próxima geração de mulheres nas carreiras de ciência, tecnologia, engenharia e matemática (STEM). Ela começou a Stemettes em 2013 e ajudou milhares de meninas a perceber seu potencial STEM. Ela também lançou o aplicativo Stemettes STEM, que é usado por milhares de alunos do ensino médio. Centenas de eventos Stemettes foram realizados em toda a Europa. Nesses eventos, os adolescentes se beneficiam da orientação de profissionais de empresas como Salesforce e Deutsche Bank.
Ela decidiu começar a Stemettes depois de ouvir um palestrante enquanto assistia à Celebração Grace Hopper das Mulheres na Computação em 2012. Anne refletiu sobre sua própria experiência como mulher em STEM, sendo uma de apenas três meninas em uma classe de 70 enquanto estudava matemática e Ciência da Computação na Universidade de Oxford. Depois de participar de um workshop "Spotlight on STEM", a Dr. Imafidon descobriu que a falta de mulheres e pessoas não binárias em STEM era um problema real. Ansiosa para agir, ela decidiu começar a Stemettes. Stemettes expôs quase 50.000 jovens em toda a Europa à sua visão de uma comunidade científica e tecnológica mais diversificada e equilibrada.
A cientista também cofundou a Outbox Incubator, que é a primeira incubadora de tecnologia do mundo para meninas adolescentes. A incubadora forneceu financiamento inicial, orientação intensiva e apoio a jovens talentosas de 22 anos ou menos que possuem ideias inovadoras de negócios e tecnologia.

## Trabalho
Imafidon hospeda o podcast Women Tech Charge para o Evening Standard, onde ela conduz entrevistas com pessoas famosas em tecnologia, como Jack Dorsey, Rachel Riley e Lewis Hamilton. Ela também é curadora do Institute for the Future of Work, que pesquisa e desenvolve maneiras de melhorar o trabalho e a vida profissional. Imafidon também trabalha com organizações como a BBC e a 20th Century Fox para aumentar a representação de mulheres tecnólogas na tela.
Em setembro de 2021, Imafidon co-apresentou um episódio especial de Contagem regressiva do Canal 4 transmitido para a campanha Black to Front Day do canal. Ela reprisou o papel mais tarde naquele ano, interpretando Rachel Riley enquanto ela estava de licença maternidade; ela fez o mesmo também para um episódio de 8 Out of 10 Cats Does Countdown, que foi ao ar em janeiro de 2023.
Em dezembro de 2022, ela editou como convidada o programa Today da BBC Radio 4.
Em fevereiro de 2023, a Dra. Anne-Marie Imafidon juntou-se a Kevin Stoller no Better Learning Podcast. O Better Learning Podcast tem como objetivo melhorar a educação e trazer convidados valiosos que falem sobre maneiras de melhorar a educação de nossos filhos.

## Reconhecimento
Ela foi reconhecida como uma das 100 mulheres da BBC em 2017.